# Pusta Rówień

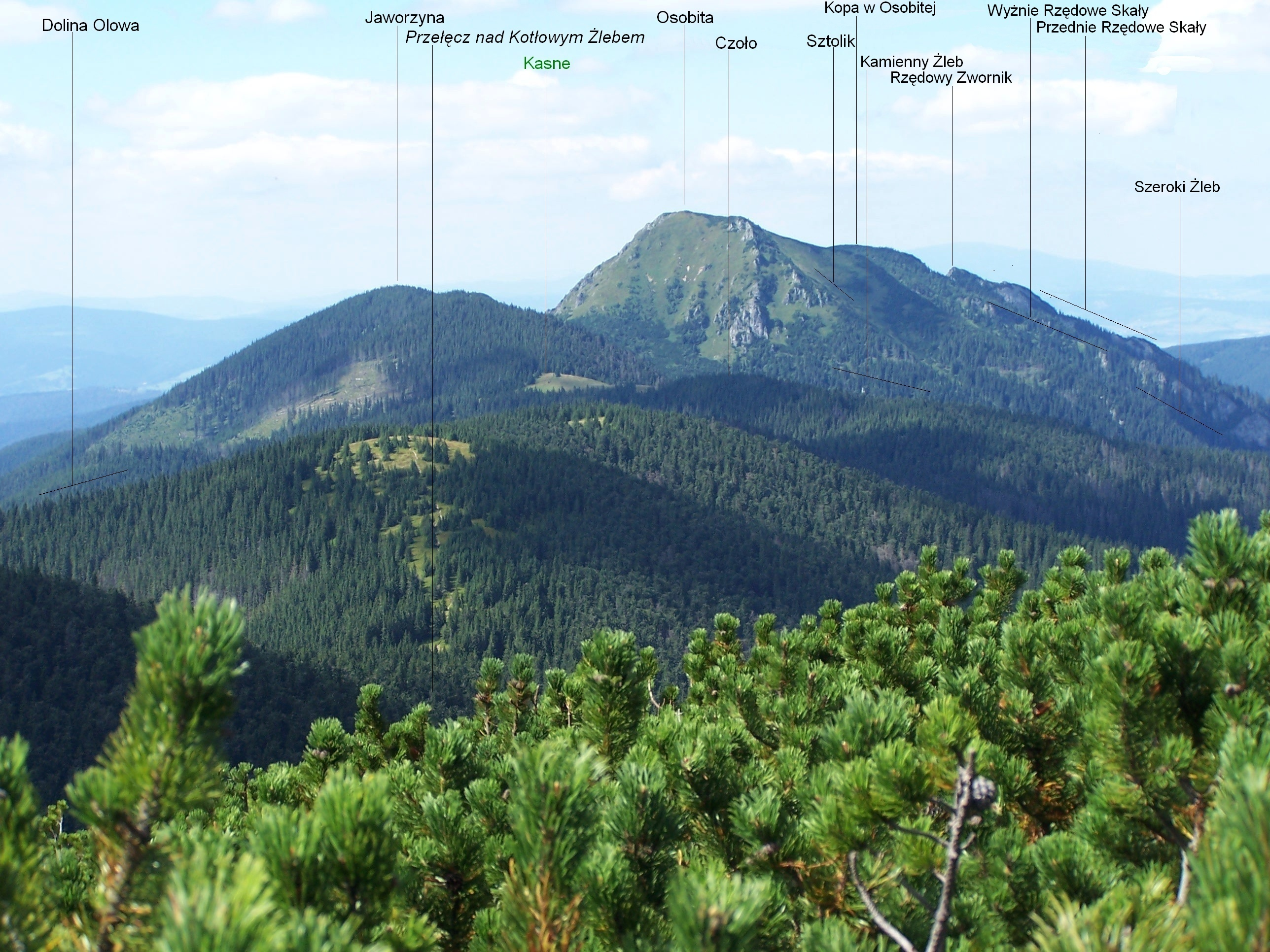
Pusta Rówień na przednim planie

Pusta Rówień – trawiasta rówień i zbocze na północno-zachodniej grani Grzesia w słowackich Tatrach Zachodnich. Znajduje się na wierzchołku o wysokości 1550 m po zachodniej stronie Przełęczy nad Kotłowym Żlebem oraz na stokach opadających do tej przełęczy. Po zachodniej stronie tej przełęczy są dwa wzniesienia bez nazwy o bardzo podobnej wysokości, obydwa mają trawiaste wierzchołki. Z tego bliższego Osobitej rozciąga się oryginalny widok na trzy głębokie przełęcze: Bobrowiecką, Iwaniacką i Tomanową, które oglądane z tego miejsca układają się w jednej linii. Właściwa Pusta Rówień znajduje się na wierzchołku wzniesienia wznoszącego się bezpośrednio nad Kotłowym Żlebem, na zboczach opadających do tej przełęczy i na samej przełęczy. Obydwie te halizny to pozostałości dawnego pasterstwa, które w tym rejonie Tatr miało dawną tradycję – gospodarstwo Łatana wymieniane jest w dokumentach z 1615 r. Po zniesieniu pasterstwa dawne polany i halizny stopniowo zarastają lasem.

## Szlaki turystyczne
Zwierówka – Przełęcz pod Osobitą – Grześ:
- Czas przejścia ze Zwierówki na Przełęcz pod Osobitą: 2:05 h, ↓ 1:30 h
- Czas przejścia z przełęczy na Grzesia: 2 h, ↓ 1:50 h